# Ахлёстышев, Павел Дмитриевич
Павел Дмитриевич Ахлестышев  (1845—1933) — государственный деятель Российской империи, тверской губернатор; тайный советник.

## Биография
Происходил из дворян; ещё его прадед, участник дворцового переворота 1741 года Михаил Афанасьевич Ахлёстышев (? — до 1769, в 1745 году получил диплом на потомственное дворянство. Отец, Дмитрий Дмитриевич женился в 1843 году на дочери гвардии капитана, Пелагее Павловне Рахмановой (1812—1896). У них 15 (27) октября 1845 года, в Одессе, где Ахлёстышев был градоначальником, родился сын Павел; в 1847 году — дочь Анна.
Окончив юридический факультет Московского университета, Павел Дмитриевич Ахлестышев 14 ноября 1866 года поступил на службу во 2-й отдел 6-го департамента Правительствующего Сената канцелярским чиновником. В 1868 году перемещён чиновником особых поручении при Московском попечительном комитете о бедных без содержания, в 1871 году утверждён в звании почётного мирового судьи Москвы. В 1872 году был назначен исполняющим должность чиновника особых поручении при почётном опекуне, управляющим Московским воспитательным домом и занимал эту должность до 1877 года.
В январе 1878 года был избран бронницким уездным предводителем дворянства. В 1881 году избран на второе трёхлетие на эту должность и вновь почётным мировым судьёй Москвы. В 1884 году избран на очередное трёхлетие в должность бронницкого уездного предводителя дворянства. В 1885 году избран кандидатом на должность Московского губернского предводителя дворянства и почётным мировым судьёй по бронницкому уезду. В том же году пожалован в звание камергера.
В 1887 году снова избран бронницким уездным предводителем дворянства и в кандидаты на должность московского губернского предводителя дворянства. В этом же году он был назначен московским вице-губернатором и председателем попечительства над арестантами Московской исправительной тюрьмы.
В 1890 году, с 25 апреля он был назначен тверским губернатором и оставался в этой должности до 1 ноября 1897 года, когда был уволен по прошению, «с причислением к Министерству внутренних дел и с оставлением в придворном звании». В отличие от своего предшественника, А. Н. Сомова, он пристальное внимание уделил вопросам правопорядка и законопослушания. Учинив проверку полиции в уездах, Ахлёстышев поменял половину руководства, заменив их отставными армейскими офицерами и на таких же основаниях, то есть из отслуживших в армии, стал формироваться состав нижних чинов тверской полиции. Кроме этого Ахлёстышев стал выполнять задачу, поставленную председателем Комитета министров Н. Х. Бунге — привести губернское земство в «спокойное состояние». В период своего губернаторства П. Д. Ахлёстышев получил ряд наград: ордена Св. Владимира 3-й ст. (1891), Св. Станислава 1-й ст. (1894) и Св. Анны 1-й ст. (1896); вскоре после отставки произведён в тайные советники (5.04.1898) и пожалован в гофмейстеры. 
В 1895 году он вступил с графом Сергеем Шереметевым Общество ревнителей русского исторического просвещения памяти императора Александра III, а позднее – в Московское историко-родословное общество.
Поселившись в своём подмосковном имении Федино, П. Д. Ахлёстышев до революции 1917 года был гласным Московского губернского земского собрания. Умер в 1933 году, но о его жизни при советской власти ничего не известно. В 1912 году в своём имении он выстроил по проекту академика архитектуры В. В. Суслова церковь во имя преподобного Серафима Саровского.